# Tabanus immixtus
Tabanus immixtus är en tvåvingeart som beskrevs av Walker 1859. Tabanus immixtus ingår i släktet Tabanus och familjen bromsar. Inga underarter finns listade i Catalogue of Life.